# لیدلینگتون
لیدلینگتون (به انگلیسی: Lidlington) یک روستا و محله مدنی در بریتانیا است که در Central Bedfordshire واقع شده‌است. لیدلینگتون ۱٬۳۴۷ نفر جمعیت دارد.